# Kovada Gölü
Der Kovada Gölü ist ein See in der Türkei, der etwa 100 Kilometer nördlich von Antalya liegt und ungefähr 40 Kilometer südöstlich von Isparta.
Der See liegt im Landkreis Eğirdir der Provinz Isparta. Im Jahre 1970 wurde der Bereich um den See zum Kovada-Gölü-Nationalpark (türkisch Kovada Gölü Millî Parkı) erklärt.
Der See liegt in einer Höhe von 908 m über dem Meeresspiegel und umfasst eine Fläche von etwa 1100 Hektar. Er hat eine Länge von 5,5 km und ist zwischen zwei und drei Kilometern breit. Seine Tiefe beträgt sechs bis sieben Meter. Gespeist wird der See über einen 25 km langen natürlichen Kanal vom nördlich gelegenen See Eğirdir Gölü.
Das Wasser verlässt den See über den Kovada Çayı, einen linken Nebenfluss des Aksu Çayı. Das Gefälle zwischen Kovada Gölü und Aksu Çayı wird von zwei hintereinander geschalteten Wasserkraftwerken (Kovada-1 mit 8,2 MW und Kovada-2 mit 51,2 MW) zur Stromerzeugung genutzt.